# Le Procès du chien
Le Procès du chien is een Frans-Zwitserse komische dramafilm uit 2024, geregisseerd en mede geschreven door Lætitia Dosch in haar regiedebuut. De hoofdrollen worden vertolkt door Dosch zelf en François Damiens.

## Verhaal
Avril, een advocaat die zich inzet voor verloren zaken, heeft zichzelf een belofte gedaan: zij zal haar volgende zaak winnen. Maar wanneer Dariuch, een cliënt die net zo wanhopig is als zijn zaak, hem vraagt zijn trouwe metgezel Cosmos te verdedigen, nemen Avrils overtuigingen de overhand, en besluit ze hem toch te verdedigen.

## Rolverdeling
| Acteur               | Personage              |
| -------------------- | ---------------------- |
| Lætitia Dosch        | Avril                  |
| François Damiens     | Dariuch                |
| Jean-Pascal Zadi     | Marc                   |
| Anabela Moreira      | Lorene Furtado         |
| Pierre Deladonchamps | Jerome                 |
| Anne Dorval          | Roseline Bruckenheimer |
| Mathieu Demy         | rechter                |

## Release
Le Procès du chien ging op 19 mei 2024 in première op het Filmfestival van Cannes in de Un certain regard-sectie.

## Prijzen en nominaties
De belangrijkste:
| Jaar | Prijs                   | Categorie              | Genomineerde(n) | Uitslag     |
| ---- | ----------------------- | ---------------------- | --------------- | ----------- |
| 2024 | Filmfestival van Cannes | Caméra d'or            | Lætitia Dosch   | Genomineerd |
| 2024 | Filmfestival van Cannes | Prix Un certain regard | Lætitia Dosch   | Genomineerd |
| 2024 | Filmfestival van Cannes | Palme Dog              | Kodi            | Gewonnen    |